# Saint Lucia i olympiska sommarspelen 1996
Saint Lucia deltog i de olympiska sommarspelen 1996 med en trupp bestående av sex deltagare, fem män och en kvinna, men ingen av landets deltagare erövrade någon medalj.

## Friidrott
Herrarnas 4 x 400 meter stafett
- Dominic Johnson, Ivan Jean-Marie, Maxime Charlemagne och Max Seales
  - Heat — 3:10.51 (→ gick inte vidare)

Herrarnas längdhopp
- Michelle Baptiste
  - Kval — DNS (→ gick inte vidare)

## Segling
Öppen klass
| Seglare       | Gren  | Lopp | Lopp | Lopp | Lopp | Lopp | Lopp | Lopp | Lopp | Lopp | Lopp | Lopp | Nettopoäng | Slutlig poäng |
| Seglare       | Gren  | 1    | 2    | 3    | 4    | 5    | 6    | 7    | 8    | 9    | 10   | 11   | Nettopoäng | Slutlig poäng |
| ------------- | ----- | ---- | ---- | ---- | ---- | ---- | ---- | ---- | ---- | ---- | ---- | ---- | ---------- | ------------- |
| Michael Green | Laser | 42   | 40   | 40   | 38   | 41   | 41   | 37   | 32   | 42   | 44   | 31   | 428        | 45            |